# Abutilon divaricatum
Abutilon divaricatum är en malvaväxtart som beskrevs av Porphir Kiril Nicolai Stepanowitsch Turczaninow. Abutilon divaricatum ingår i släktet klockmalvor, och familjen malvaväxter. Utöver nominatformen finns också underarten A. d. hintonii.